# Kim Hye-yoon
Kim Hye-yoon (김혜윤?, 金惠奫?, Gim Hye-yunLR, Kim Hye-yoonMR; Seongnam, 10 novembre 1996) è un'attrice e modella sudcoreana.

## Filmografia

### Cinema
- Soombakkokjil, regia di Huh Jung (2013)
- Helios, regia di Longman Leung e Sunny Luk (2015)
- The Bacchus Lady, regia di E J-yong (2016)
- Memoir of a Murderer, regia di Won Shin-yun (2017)
- Another Child, regia di Kim Yoon-seok (2019)
- Nappeun nyeoseokdeul: The Movie, regia di Son Young-ho (2019)
- Midnight, regia di Kwon Oh-seung (2020)
- The Girl Riding a Bulldozer (2021)

### Televisione
- TV soseol Sam-saeng-i (TV소설 삼생이?) – serie TV (2013)
- Ya-wang (야왕?) – serie TV (2013)
- Neo-ui moksoriga deullyeo (너의 목소리가 들려?) – serie TV (2013)
- Susanghan gajeongbu (수상한 가정부?) – serie TV (2013)
- Wanggane sikgudeul (왕가네 식구들?) – serie TV (2014)
- Nappeun nyeoseokdeul (나쁜 녀석들?) – serie TV (2014)
- Oman-gwa pyeon-gyeon (오만과 편견?) – serie TV (2014)
- Punch (펀치?) – serie TV (2015)
- A Daughter Just Like You (딱 너 같은 딸?) – serie TV (2015)
- The Return of Hwang Geum-bok (돌아온 황금복?) – serie TV (2015)
- Mrs. Cop (미세스 캅?) – serie TV (2015)
- Mystery Freshman (미스터리 신입생?) – serie TV (2016)
- Doctors (닥터스?) – serie TV (2016)
- Cinderella-wa ne myeong-ui gisa (신데렐라와 네 명의 기사?) – serie TV (2016)
- Shopping wang Louis (쇼핑왕 루이?) – serie TV (2016)
- Pureun bada-ui jeonseol (푸른 바다의 전설?) – serie TV (2016)
- Sseulsseulhago challanhasin - Dokkaebi (쓸쓸하고 찬란하神?) – serie TV (2017)
- Banjiui Yeowang (반지의 여왕?) – serie TV (2017)
- Tunnel (터널?) – serie TV (2017)
- Jachebalgwang office (자체발광?) – serie TV (2017)
- Bapsang charineun namja (밥상 차리는 남자?) – serie TV (2017-2018)
- Uimunui Ilseung (의문의 일승?) – serie TV (2018)
- Iri-wa an-ajwo (이리와 안아줘?) – serie TV (2018)
- Siksyareul hapsida 3 (식샤를 합시다 3?) – serie TV (2018)
- Sky Castle (SKY 캐슬?) – serie TV (2018-2019)
- Eojjeoda balgyeonhan Haru (어쩌다 발견한 하루?) – serie TV (2019)
- Cheongchungirok (청춘기록?) – serie TV (2020)
- Live On (라이브?) – serie TV (2020)
- Snowdrop (설강화?) – serie TV (2021-2022)
- Seon-jae eopgo twi-eo (선재 업고 튀어?) – serie TV (2024)